# Carson Foster
Carson Foster (Montgomery (Ohio), 26 oktober 2001) is een Amerikaanse zwemmer.

## Carrière
Bij zijn internationale debuut, op de wereldkampioenschappen kortebaanzwemmen 2021 in Abu Dhabi, veroverde Foster de zilveren medaille op de 200 meter wisselslag en de bronzen medaille op de 400 meter wisselslag, op de 4×200 meter vrije slag werd hij samen met Kieran Smith, Trenton Julian en Ryan Held wereldkampioen. 
Op de wereldkampioenschappen zwemmen 2022 in Boedapest behaalde hij de zilveren medaille op zowel de 200 als de 400 meter wisselslag. Samen met Drew Kibler, Trenton Julian en Kieran Smith sleepte hij de wereldtitel in de wacht op de 4×200 meter vrije slag.

## Internationale toernooien
| Jaar | Olympische Spelen | WK langebaan                                          | WK kortebaan                                          | PanPacs | Pan-Amerikaanse Spelen |
| ---- | ----------------- | ----------------------------------------------------- | ----------------------------------------------------- | ------- | ---------------------- |
| 2021 | geen deelname     |                                                       | 200m wisselslag · 400m wisselslag · 4×200m vrije slag |         |                        |
| 2022 |                   | 200m wisselslag · 400m wisselslag · 4×200m vrije slag | 13-18 december                                        |         |                        |

## Persoonlijke records
Bijgewerkt tot en met 22 juni 2022
Kortebaan
| Afstand         | Tijd    | Datum            | Plaats    |
| --------------- | ------- | ---------------- | --------- |
| 200m vrije slag | 1.46,80 | 15 november 2017 | Tokio     |
| 200m wisselslag | 1.51,35 | 16 december 2021 | Abu Dhabi |
| 400m wisselslag | 3.57,99 | 20 december 2021 | Abu Dhabi |

Langebaan
| Afstand         | Tijd    | Datum         | Plaats     |
| --------------- | ------- | ------------- | ---------- |
| 200m vrije slag | 1.45,57 | 27 april 2022 | Greensboro |
| 200m wisselslag | 1.55,71 | 22 juni 2022  | Boedapest  |
| 400m wisselslag | 4.06,56 | 18 juni 2022  | Boedapest  |